# Stazione di Chioggia
Stazione di Chioggia vasútállomás Olaszországban, Veneto régióban, Chioggia településen.

## Vasútvonalak
Az állomást az alábbi vasútvonalak érintik:
- Rovigo-Chioggia-vasútvonal
- Chioggia–Porto di Chioggia-vasútvonal

## Kapcsolódó állomások
A vasútállomáshoz az alábbi állomások vannak a legközelebb: 
- Brondolo railway stop